# The Hours (banda)
The Hours es una banda formada en 2004 por Antony Genn y Martin Slattery. El mánager de la banda es Pat Magnarella, mánager también de las bandas Green Day, Goo Goo Dolls y el cantante de country ganador de un Óscar, Ryan Bingham. Entre otros, han recibido apoyo de Zane Lowe de BBC Radio 1 y de Jarvis Cocker quien se había referido a ellos con la frase "Ellos entienden que la música es para unir entre sí a los seres humanos. Así de simple, así de importante. Déjalos entrar a tu vida. No te arrepentirás".
Su sencillo "Ali in the Jungle" forma parte del videojuego de fútbol, FIFA '08 de EA Sports, también fue utilizado en las entradas del jugador de snooker, Ronnie O'Sullivan a sus partidos del Wembley Masters 2010, hasta en el de la final, y más recientemente, fue banda sonora del comercial nominado a un Emmy titulado "Human Chains", de la marca deportiva Nike, que comenzó a aparecer en los Juegos olímpicos de invierno de 2010. Su sencillo "People Say" fue utilizado en el serial televisivo británico "Hollyoaks".
La parte gráfica y de diseños característicos de la banda fueron realizados por el artista británico Damien Hirst.
Recientemente han editado un EP con Hollyoaks a través de Hickory Records, parte de Sony/ATV y han conseguido acumular buen tiempo de aire en las emisoras estadounidenses.

## Discografía

### Álbumes
- Narcissus Road, 5 de febrero de 2007, A&M Records - UK #47.
- See the Light - 20 de abril de 2009, A&M Records.
- It's not how you start is how you finish - 5 de octubre de 2010, A&M Records.
- I want more - 11 de noviembre de 2011, A&M Records.

### Sencillos
| Año  | Fecha          | Título                    | Álbum          |
| ---- | -------------- | ------------------------- | -------------- |
| 2006 | 6 de noviembre | "Ali in the Jungle"       | Narcissus Road |
| 2007 | 22 de enero    | "Back When You Were Good" | Narcissus Road |
| 2007 | 26 de marzo    | "Love You More"           | Narcissus Road |
| 2008 | 8 de diciembre | "See The Light"           | See the Light  |
| 2009 | 6 de abril     | "Big Black Hole"          | See the Light  |